# Vẹt má vàng
Vẹt má vàng hay còn gọi là xích (Danh pháp khoa học: Psittacula eupatria siamensis) là một phân loài của loài vẹt Alexandri (Psittacula eupatria) phân bố ở bán đảo Đông Dương gồm Việt Nam, Lào, Campuchia và Đông Bắc Thái Lan. Đây là phân loài nhỏ nhất trong số các phân loài của loài vẹt Psittacula eupatria với đặc trưng là có má vàng và cặp chân màu vàng nhạt.

## Đặc điểm
có chiều dài toàn tân trung bình khoảng 56 cm (22 in) và cân năng khoảng 200-300 gram. Sải cánh khoảng 17.9–20.5 cm (7.0–8.1 in), chúng thuộc nhóm vẹt rừng đuôi dài có viền cổ. Con trống trưởng thành có đường viền sẫm màu phía sau gáy (ring) và các cá thể chim đều có đuôi rất dài, chiếm khoảng 1/2 tổng chiều dài toàn thân. Chúng là loài vẹt khá thân thiện, dễ thuần, có khả năng nhại giọng tốt, sức đề kháng khá tốt, với tuổi thọ có thể đạt đến 30-40 năm.

## Tập tính ăn
Thức ăn chính của Vẹt má vàng là các loại ngũ cốc, chồi cây, hoa quả. Vào mùa sinh sản: chim thường tự cung cấp thêm cho mình khoáng từ các vùng đất ven suối và một ít đạm bằng vài loại sâu bọ nhỏ. Trong điều kiện nuôi nhà có thể cho ăn bắp ngô sống, hạt đậu phọng, hạt hướng dương, hạt lúa mạch, hạt kê loại lớn, các loại hạt dẻ… ở dạng hạt sống đều có thể sử dụng trộn thành hỗn hợp làm thức ăn chính cho chim.
Có thể đưa vào hỗn hợp này một ít rau củ quả sấy khô, như cà rốt, khoai lang, đu đủ… để chim ăn cho lạ miệng. Các loại hoa quả tươi, ít vị chua, như: táo, lê, ổi, xoài, thanh long, nho, đu đủ, dưa leo, củ đậu, quả đậu tươi (đậu ve, đậu Hà Lan) đều có thể cho chim ăn theo sở thích, không hạn chế liều lượng, chúng có thể ăn bánh qui nhạt có chút bơ, một số loại mứt, hoặc sữa chua không quá lạnh và có thể cho chim ăn vài chồi, chúng cũng sẽ rất thích.

## Sinh sản
Khi nuôi trong nhà, chim có thể bắt cặp, làm tổ và sinh sản vào mùa xuân. Việc bắt cặp hơi khó khăn do chim có cá tính khá độc lập, mỗi cá thể có yêu cầu lựa chọn bạn đời khá khó khăn nên một số trường hợp cả trống mái sống chung đều đầy đủ sức khỏe và ứng xử với nhau rất tốt mà trong nhiều năm vẫn không chịu sinh sản. Nên nuôi chung một số cá thể trống mái trong một chuồng, khi chúng đã lựa chọn được bạn đời thì bắt ra nuôi cặp riêng.
Thời gian ấp ứng 28 ngày, trong tổ thường có 3-6 trứng màu trắng. Tổ chim thường là các bọng cây lớn, được chim chui vào và dùng mỏ gặm nới rộng ra. Trong điều kiện nuôi nhốt, có thể ứng dụng các dạng hộp gỗ lớn treo trong aviary để làm tổ. Tổ chim bằng gỗ phải được thiết kế chắc chắn, do mỏ chim to khỏe, cắn phá. Chim trưởng thành ở độ tuổi 36 tháng. Ở gần khoảng này mới có thể phân biệt giới tính chim rõ ràng nhờ vào màu sắc vòng lông cổ đặc trưng của con trống mà chim mái không có. Lúc còn nhỏ rất khó phân biệt bằng hình thức giới tính của chim.